# Кадетство
«Каде́тство» — российский телесериал в жанре драмеди производства продюсерской компании «Киноконстанта», повествующий о повседневной жизни воспитанников Суворовского училища. Выходил на канале «СТС» с 4 сентября 2006 по 10 декабря 2007 года. Впоследствии повторы сериала выходили на каналах «ДТВ» (2009), «Карусель» (2013—2014), «СТС Love» (2014 с 14 июля 2025 года снова  в эфире) и «Че» (2023).
Съёмки телесериала прошли в 2006—2007 годах в Тверском суворовском военном училище.
Главные герои сериала — несколько подростков — сын мэра города Максим Макаров, выходец из деревни Степан Перепечко, сын потомственного военного Илья Синицын, сын служащего Суворовского училища — Алексей Сырников, а также выходцы из семей среднего класса — Илья Сухомлин и Александр Трофимов. Также немаловажную роль сыграли: детдомовец Андрей Леваков (первый курс-сезон) и сын офицера, некогда учившийся в Московском СВУ, Кирилл Соболев. Все они суворовцы.
Логическим продолжением саги о кадетах является сериал «Кремлёвские курсанты», в котором продолжилось повествование о жизни некоторых главных героев.

## Сюжет
С первого по третий сезоны события посвящены соответственно жизни суворовцев на первом, втором и третьем (последнем) курсах училища.
Время действия сюжета было приурочено к реальному времени года во время съёмок, поэтому для первого сезона (съёмки летом-осенью 2006) хронология сюжета охватывает поступление в СВУ, первую и вторую учебную четверть; для второго (съёмки зимой-весной 2007) — третью учебную четверть II курса, в третьем сезоне (съёмки летом-осенью 2007) события происходят перед выпуском из СВУ.

### Первый сезон
Основная тема первого сезона, состоящего из 40 серий, — вступление подростков в ответственный и сложный период жизни в новом учебном заведении со строгими порядками. Среди нескольких сюжетных линий выделяется история детдомовца Андрея Левакова.

### Второй сезон
Во втором сезоне сериала, состоящем из 50 серий, события строятся вокруг соперничества двух лидеров коллектива: Максима Макарова и Кирилла Соболева.
Из-за конфликта с отцом Сырникова переводят в 3 взвод.
Андрей Леваков уезжает в Москву вместе с матерью, и в коллектив приходит новый суворовец — Кирилл Соболев, переведённый из Московского СВУ в Тверское. Между ним и Макаровым начинается соперничество, обострённое личными отношениями — к Кириллу приезжает его девушка Рита, и Максим уводит её у Соболева. Но вскоре в город возвращается Полина Сергеевна, и Максим начинает встречаться с ней, обманывая при этом Риту. Рита узнаёт об этом и бросает Макарова, давая намёк Соболеву на то, что их отношения можно восстановить. Но вскоре Максим извиняется перед Ритой, и она прощает его при условии, что он больше не будет её обманывать и сожжёт все фотографии Полины. Соболева Рита вновь бросает, из-за чего отношения Макарова и Соболева обостряются до предела — Кирилл в приступе ненависти грозится отравить своего соперника. По случайному совпадению в тот же вечер Макаров попадает в больницу с пищевым отравлением. В случившемся обвиняют Соболева, но затем выясняется, что он к этому не причастен.
Сырников попадает в компанию трёх хулиганов, где играет в карты. Он проигрывает им, и они начинают его настойчиво преследовать и требовать возврата долга (5 000 рублей). Ему приходится украсть из дома кое-какие свои вещи, советуя им их продать, однако те недовольны, и продолжают трясти из него задолженную сумму. Сырников случайно подслушивает разговор Василюка с Кантемировым, который тем временем взял в банке кредит на 600 тысяч рублей, чтобы купить квартиру. Он сообщает хулиганам об услышанном, и те выслеживают Кантемирова и нападают на него ночью в подворотне. Он за считанные секунды сваливает двоих напавших, но третий нападает на него сзади и оглушает его трубой по голове. После чего они быстро обшаривают карманы прапорщика и, не найдя ничего, кроме карманных денег, уходят. На следующий день к ним вновь заходит Сырников, явно пребывая в надежде, что они получили деньги (которых в несколько раз больше, чем его долг), и теперь наконец-то отстанут от него. Однако ему преподносится весьма неприятный сюрприз: они его избивают и высказывают ему своё недовольство, при этом расценивая, что это он решил их подставить. В результате они повышают ему сумму долга до 30 000 рублей. Сырников похищает драгоценности у своей мачехи (которую он и так-то не очень любил), при этом инсценируя ограбление якобы со стороны посторонних. Позднее, когда он идёт из увольнения в училище, на него снова нападают хулиганы, опять высказывают свои претензии (их затаскали по отделениям, первому из них дома досталось от отца; второго выгнали из гимназии, более того, третьего по городу преследует Кантемиров, чтобы сдать его в милицию) и затем избивают. Но тут ему на помощь бросаются суворовцы, и банда вынуждена бежать. Побитому Сырникову помогают подняться и окончательно принимают в коллектив. Позже к Сырникову снова пристали хулиганы, и он, защищая маленькую сестрёнку, поднимает с земли железную трубу и ударяет по голове одного из них. Остальные двое подают заявление в милицию. За Сырникова берётся заступиться Кантемиров, всё ещё не подозревающий, что это Сырников его и подставил. В отделении милиции пострадавший хулиган рассказывает ему всю правду. После чего Кантемиров объявляет Сырникову бойкот, но тот раскаивается, и прапорщик его прощает.
Дядя Риты, бизнесмен Валерий Воронцов и отец Максима, мэр Пётр Макаров являются ярыми политическими соперниками. Узнав, что Рита — племянница Воронцова, отец Максима запрещает ему встречаться с ней. Рита ругается с дядей из-за их с отцом Максима соперничества. Она приходит в училище к Максиму и всё ему рассказывает. В это время родители Максима находятся в Москве, и Максим даёт ей свои ключи, чтобы она переночевала у него. Рита приходит к нему домой, где случайно обнаруживает фотографию Полины. Обидевшись, она решает выполнить просьбу своего дяди, на которую ранее ответила отказом, — похищает важные документы и отдаёт их дяде. С Максимом она расстаётся.
Рита уезжает обратно в Москву, дав Соболеву свой номер телефона. Кирилл отдаёт листок с номером Максиму, но тот выбрасывает его, поскольку, по его словам, этот номер ему не нужен, как и Соболеву. Макаров и Соболев мирятся и начинают дружить.
В конце сезона Павлу Павловичу Василюку присваивают звание подполковник.

### Третий сезон
В третьем сезоне, состоящем из 70 серий, тема отношений между Макаровым и Полиной Сергеевной вновь становится центральной. Уже подходит к концу третий и последний курс. До выпуска остаётся 2 месяца, идёт вопрос о поступлении ребят. Макаров конфликтует с отцом по поводу поступления. Примерно в середине сезона у Кирилла Соболева появляются серьёзные проблемы из-за его девушки Светы. Ей ставят неправильный диагноз, за что Кирилл жестоко калечит врача, и его отчисляют из суворовского училища. Позже Соболева берут обратно, но вместо него вице-сержантом назначают Синицына. Однако позже проблемы начинаются у самого Ильи. Его девушка Ксения оказывается в положении, после чего у Синицына начинаются проблемы в отношениях с матерью Ксении. Ксения же без ведома Ильи делает аборт. Узнав об этом, Илья в порыве отчаяния кричит на неё, и они расстаются. По возвращении из увольнения у Синицына возникает конфликт с подполковником Ротмистровым, которого тем временем назначили командиром роты. За оскорбление в адрес Ксении Илья бьёт в лицо Сырникова, за что расплачивается званием вице-сержанта. Начинается вражда между Сырниковым и Синицыным. В ходе словесной перепалки на плацу между ними снова завязывается драка, из-за которой обоих отчисляют из училища. Но позже Сырникову разрешается сдавать экзамены вместе со всеми. В последней серии ребята выпускаются из училища, а Макаров воссоединяется с Полиной.

## В ролях
| Актёр                                          | Роль | Сезоны |
| ---------------------------------------------- | --- | --- |
| Александр Головин                              | Суворовец / вице-сержант (до 69 серии) Максим Петрович Макаров (Макар / Монах) | 1-3 Весёлый, обаятельный мажор. Очень зависим от своего отца. Без его денег и связей почти бессилен. |
| Артём Терехов                                  | Суворовец / вице-сержант (с 69 до 123 серии) Кирилл Юрьевич Соболев (Соболь) | 2-3 Переводится в Тверь из Москвы. Лидер по натуре, склонен к скандалам. Честный и эмоциональный, не терпит лжи. Соперничество и вражда с Максимом заканчиваются дружбой и расставанием обоих с Ритой.                                                                                |
| Иван Добронравов                               | Суворовец Андрей Иванович Леваков (Лёва) в 31 серии вынужден перевестись в Московское Суворовское училище, так как лечение матери будет происходить в Москве                              | 1 Андрей вырос в детдоме при живой матери — та оставила его на пороге детдома. Долго не мог простить матери этого поступка. Добрый и отзывчивый по натуре, Андрей — скрытный и замкнутый. При этом, Андрей очень порядочный и честный. Лучшим другом Левакова в училище стал Синицын. |
| Борис Корчевников                              | Суворовец / вице-сержант (с 124 до 136 серии) Илья Сергеевич Синицын (Синица) отчислен из училища в 136 серии из-за драки с суворовцем Сырниковым                                         | 1-3 Вырос в семье военного. Очень любит свою девушку Ксюшу, но им приходится расстаться. |
| Павел Бессонов                                 | Суворовец Степан Николаевич Перепечко (Печка / Боцман) | 1-3 Весёлый, простоватый, немного неуклюжий деревенский парень очень быстро осваивается среди городских суворовцев. Отзывчивый и слегка наивный. |
| Артур Сопельник                                | Суворовец Александр Михайлович Трофимов (Трофим) | 1-3 Пользуется равной популярностью у женщин всех возрастов. Легкомысленен и беззаботен. Сочиняет стихи, имеет артистические способности. Любит знакомиться с девушками, даже ведёт их список, однако в третьем сезоне влюбляется по-настоящему в свою соседку по имени Катерина.     |
| Аристарх Венес                                 | Суворовец Илья Станиславович Сухомлин (Сухой) | 1-3 Поклонник компьютерных игр. Занимался джиу-джитсу. Образован, хитёр, интеллигентен. Обладает хорошим чувством юмора. |
| Кирилл Емельянов                               | Суворовец Алексей Вадимович Сырников (Сырник / Сырой) отчислен из училища в 136 серии из-за драки с суворовцем Синицыным, однако ему было разрешено сдавать экзамены вместе с суворовцами | 1-3 Выросший без матери, с суровым отцом, запрещающим Алексею поступить в десантное, мальчик вымещает свою горечь и желчь на однокурсниках. |
| Вадим Андреев                                  | майор / подполковник Павел Павлович Василюк (командир 3 взвода, с 160 серии — командир роты)                                                                                              | 1-3 Честный и серьёзный. Искренее участвует в судьбе каждого суворовца. |
| Владимир Стеклов                               | прапорщик / старший прапорщик Иван Адамович Кантемиров (Философ) (старшина 1 роты) | 1-3 Громкий и шумный, любит поорать и повозмущаться, но при этом в душе — сентиментален. Прошёл войну в Афганистане. |
| Сергей Жолобов                                 | майор / подполковник Вадим Юрьевич / Сергеевич Ротмистров (Сырников) (отец Алексея Сырникова) (командир 2 взвода/командир роты с 134 до 160 серии)                                        | 1-3 Умный, но жёсткий, Вадим суров к суворовцам. У него сложные отношения с сыном: с одной стороны, он безумно его любит, часто выгораживает перед начальством, а с другой — может и ударить, и наорать. Взял фамилию жены.                                                           |
| Валерий Баринов                                | полковник Александр Михайлович Ноздрёв (Ноздря) (начальник учебного отдела) | 1-3 |
| Александр Пороховщиков                         | генерал-майор Леонид Вячеславович Матвеев (начальник Суворовского училища) | 1-3 |
| Владимир Павленко                              | подполковник Виктор Андреевич Ковалёв (заместитель начальника учебного отдела) | 1-3 |
| Елена Захарова                                 | учительница этики и эстетики Полина Сергеевна Ольховская, в 3 сезоне — Свиридова (Этикетка) (возлюбленная Максима Макарова)                                                               | 1-3 |
| Владимир Лаптев                                | Лев Михайлович Литвин (Палочка) (учитель русского языка и литературы) | 1-3 |
| Светлана Варецкая                              | Эмма Владимировна Белова (БМП) (учительница математики) | 1-3 |
| Владимир Балдов                                | Виталий Петрович (учитель химии) | 1-3 |
| Александр Романов                              | Яков Иванович (учитель физики) | 1-3 |
| Сергей Коноплёв                                | Евгений Петрович (учитель истории) | 1-3 |
| Андрей Иванов                                  | Сергей Викторович Курсоренко (Курсор) (учитель информатики) | 1-3 |
| Элеонора Ильченко                              | Лидия Витальевна Сорокина (учительница этики и эстетики) | 1-3 |
| Валерий Шалавин                                | Валентин Сергеевич (учитель географии) | 1-2 |
| Борис Полунин                                  | майор Георгий Константинович Пчеловодов (Пасечник/Пчеловод) (учитель военной подготовки)                                                                                                  | 2-3 |
| Ольга Ефремова                                 | Эльвира Семёновна (учитель английского языка) | 1 |
| Мария Ситко                                    | Тамара Николаевна Гавронина (учитель английского языка) | 3 |
| Александр Борисов                              | Константин Ильич Мезин (учитель физической подготовки) | 3 |
| Елена Антипова                                 | Марианна Владимировна (медсестра, жена Ивана Кантемирова) | 1-2 |
| Елена Мольченко                                | Валерия Антоновна Капустина (медсестра, бывшая жена Вадима Ротмистрова, мать Алексея Сырникова)                                                                                           | 2-3 |
| Алёна Яковлева                                 | Софья Константиновна Романова (психолог) | 2-3 |
| Ольга Лукьяненко                               | Ксения Александровна Черкасова (девушка Ильи Синицына) | 1-3 |
| Екатерина Косинец                              | Александра Александровна Ноздрёва (дочь полковника Ноздрёва, девушка Андрея Левакова) | 1 |
| Алина Колкер                                   | Вероника Ростиславовна Брозовина (бывшая девушка Степана Перепечко) | 1-2 |
| Линда Табагари                                 | Маргарита Юрьевна Погодина (бывшая девушка Кирилла Соболева, позже — Максима Макарова) | 2 |
| Юлия Учиткина                                  | Ольга Артёмовна Куршакова (девушка Ильи Сухомлина, курсант милицейского училища, впоследствии инкассатор)                                                                                 | 2-3 |
| Дарья Соболева                                 | Анжела Константиновна Митрофанова (девушка Степана Перепечко) | 2-3 |
| Ксения Непотребная                             | Светлана Петровна Иванцова (Ваня) (девушка Кирилла Соболева) | 3 |
| Анна Михайловская                              | Екатерина Сергеевна Казанова (девушка Александра Трофимова) | 3 |
| Георгий Мартиросян                             | мэр города Пётр Иванович Макаров (отец Максима Макарова) | 1-3 |
| Ирина Цывина                                   | Лариса Сергеевна Макарова (мать Максима Макарова) | 1-3 |
| Виталий Абдулов                                | Александр Михайлович (помощник мэра) | 1-3 |
| Сергей Плотников                               | майор Сергей Синицын (отец Ильи Синицына) | 1-3 |
| Вероника Изотова                               | Ольга Александровна Синицына (мать Ильи Синицына) | 1-3 |
| Фёдор Добронравов                              | Николай Егорович Перепечко (отец Степана Перепечко) | 1-3 |
| Татьяна Пискарёва                              | Валентина Антоновна Перепечко (мать Степана Перепечко) | 1-3 |
| Галина Данилова                                | Нина Владимировна Левакова (мать Андрея Левакова) | 1 |
| Ольга Хохлова                                  | Светлана Николаевна Черкасова (мать Ксюши Черкасовой, девушки Ильи Синицына) | 1-3 |
| Валерия Ланская                                | Наталья Сергеевна Ротмистрова (жена Вадима Ротмистрова, мачеха Алексея Сырникова) | 1-3 |
| Егор Баринов                                   | Валерий Николаевич Воронцов (соперник мэра Макарова, дядя Риты Погодиной) | 2 |
| Александр Никулин                              | подполковник Юрий Семёнович Соболев (отец Кирилла Соболева) | 2-3 |
| Ольга Светлова                                 | Клавдия Соболева (мать Кирилла Соболева) | 2 |
| Сергей Таланов                                 | Михаил Иванович Трофимов (отец Александра Трофимова) | 2 |
| Евгений Щетинин                                | отец Сухомлина | 1 |
| Дмитрий Горевой                                | суворовец Михеев (старшекурсник) | 1 |
| Марина Фомина (1) Ирина Медведева (2)          | Светлана (секретарь мэра) | 1-2 |
| Сергей Стёпин                                  | майор Аркадий Петрович Мурашко (медработник-вымогатель) | 1-2 |
| Александр Любащенко                            | Яша Лазутский (ухажёр Полины Сергеевны) | 1 |
| Светлана Чернова                               | Екатерина Сергеевна (директор детдома) | 1-2 |
| Людмила Алексеева                              | библиотекарь | 1-3 |
| Борис Лифанов                                  | доктор | 1-3 |
| Ирина Вальц                                    | Лена Самохина (подруга Саши Ноздрёвой) | 1 |
| Сергей Дорогов                                 | Ростислав Иванович Борзовин (отец Вероники) | 1 |
| Виктория Алашеева                              | Настя (подруга Синицына) | 2 |
| Михаил Курбатов                                | Семен Васильевич (тренер) | 2 |
| Владимир Белоусов                              | капитан милиции | 2-3 |
| Данил Малов Александр Зверяко Дмитрий Циотенко | гопники | 2 |
| Виталий Кудрявцев Александр Копылов            | помощники Воронцова | 2 |
| Валерия Скороходова                            | Даша (буфетчица) | 3 |
| Светлана Абакачева                             | Лиза (подруга и репетитор Макарова) | 3 |
| Алёна Майер                                    | Женя (подруга Макарова) | 3 |
| Ростислав Королькевич                          | Свиридов Глеб (муж Полины Сергеевны) | 3 |
| Наталья Яськова                                | Кира Станиславовна (подруга Полины Сергеевны) | 3 |
| Алёна Якубовская                               | Олеся (дочь Киры Станиславовны) | 3 |
| Павел Архипов                                  | Дмитрий (бывший муж Софьи Константиновны) | 3 |
| Иван Иванов                                    | Аркадич (бригадир грузчиков) | 3 |
| Нина Персиянинова                              | Валентина Ивановна (двоюродная сестра полковника Ноздрёва; сдавала квартиру суворовцам)                                                                                                   | 3 |

## Запуск сериала
Александр Роднянский, генеральный директор СТС (2002—2008), генеральный продюсер сериала:

«Весной 2006 года в самолёте по дороге на телерынок в Каннах я познакомился с представителем этого самого поколения [тридцатилетних] Вячеславом Муруговым, который тогда продюсировал на РЕНе популярный сериал „Солдаты“. Я пригласил его в команду СТС. Первым проектом Муругова стал сериал „Кадетство“, вышедший в эфир в сентябре 2006 года. Очень симпатичный, хорошо сделанный, меня он, признаться, пугал. Дело в том, что на СТС, в отличие от всех других каналов, не было никогда героев в погонах. Я считал, что канал должен выражать интересы среднего класса. Не правоохранителей, не профессиональных военных, не партийных активистов, а интересы предпринимателей, менеджеров, программистов, инженеров, студентов, школьников, детей — словом, новой молодой России. Интересы людей, избегающих пафоса, предпочитающих личное и семейное общественному. А тут — кадеты, будущие офицеры, неизбежная военная риторика. Пусть смягчённая историей взросления мальчишек-героев, но тем не менее. Короче, понимая потенциал „Кадетства“, я мечтал об успехе „Тридцатилетних“ [сериал СТС, вышедший осенью 2007 года]. Однако в рейтингах „Тридцатилетние“ рухнули, а „Кадетство“ взлетело. Я ждал, что ему будет сопутствовать удача, даже, помню, сказал Муругову что-то вроде: если уж „Кадетство“ не пойдёт, то я в ТВ ничего не понимаю. Но такая популярность сериала меня удивила: на протяжении практически всего показа „Кадетство“ в своём тайм-слоте прочно удерживало первое место с долей 21,9 %. А у „Тридцатилетних“ доля колебалась в пределах 5–6 %»

## Показ телесериала
- 1 сезон стартовал 4 сентября 2006 года. Он включал в себя 40 серий.
- 2 сезон стартовал 8 марта 2007 года[2]. Включал в себя 50 серий.
- 3 сезон стартовал 3 сентября 2007 года. Включал в себя 70 серий.

## Награды и номинации
- В 2007 году автор и продюсер сериала Вячеслав Муругов за создание «Кадетства» получил звание майора[3][4].
- В 2008 году сериал был удостоен премии MTV Russia Movie Awards в номинации «Лучший сериал»[5].
- В 2008 году сериал номинировался на соискание премии Правительства Российской Федерации по представлению Минобороны России.

## Саундтрек
В основе саундтрека сериала — песня группы «Корни» «Наперегонки с ветром».
Павел Артемьев, автор и исполнитель песни:

«Генеральный продюсер СТС Александр Цекало предложил мне поучаствовать в создании саундтрека телесериала. Александр рассказал мне, какой должна быть песня, точнее, какой она быть не должна. Я настолько вдохновился нашей беседой, что по дороге домой буквально за двадцать минут представил себе, какой она будет. <…> Там есть такие слова „Потому что у нас все роли главные“. Они относятся не только к сериалу, но к жизни вообще. И к группе „Корни“ в частности. Потому что нас четверо, и все мы в коллективе главные»

## Факты
- В различных массовых сценах сериала снялось около 300 воспитанников Тверского суворовского военного училища[7].
- В октябре 2014 года сериал был полностью запрещён к показу на территории Украины[8].
- Исполнитель роли суворовца Левакова, Иван Добронравов в реальной жизни является сыном Фёдора Добронравова, сыгравшего Николая Перепечко, как и Егор Баринов, исполнитель роли Валерия Воронцова, является сыном Валерия Баринова, сыгравшего полковника Ноздрёва.
- Юлия Учиткина и Екатерина Косинец, сыгравшие Ольгу Куршакову и Александру Ноздрёву, в 2007 году окончили актёрский факультет РАТИ-ГИТИС на курсе Александра Пороховщикова, сыгравшего генерала-майора Матвеева.
- В первой серии Александр Головин сказал в отношении Аристарха Венеса шутку про киножурнал Ералаш, но и Аристарх и Александр снимались в этом киножурнале.

## Производные работы
В 2007 году в издательстве «Амфора» вышел трёхтомный роман Максима Макарова «Кадетство» («Выбор», «Первые уроки», «Назад хода нет»), основанный на литературном сценарии сериала. В 2008 г. в издательстве «Росмэн-Пресс» вышел четырёхтомный роман «Кадетство» Вячеслава Бондаренко. В 2009 году вышла компьютерная игра «Кадетство. Новая история», которая основана на событиях и героях сериала.